# Ruská tenisová federace
Ruská tenisová federace (rusky Федерация тенниса России, Federacija tennisa Rossiji, zkratka FTR) je sportovní organizace založená v roce 2002 se sídlem v Moskvě, která organizuje tenisové aktivity na území Ruska. K roku 2021 ji tvořilo 73 regionálních tenisových federací. Akreditována je u ruského ministerstva sportu. Vznikla jako nástupkyně Všeruského tenisového svazu (1989–2001) a Tenisové federace Sovětského svazu (1956–1993). Spravuje národní reprezentační mužstva, zastupuje a jedná za ruský tenis v mezinárodních organizacích, propaguje a hájí jeho zájmy, organizuje jednotlivce v rámci tenisových klubů, pořádá soutěže, je řídícím orgánem ve věci výchovy a akreditace hráčů, trenérů, rozhodčích a dalších funkcionářů. Federace je členem Mezinárodní tenisové federace a od roku 1977 evropského tenisového svazu Tennis Europe.  Od založení je předsedou Šamil Tarpiščev.
Historicky navázala na Všeruskou unii lawn-tenisových klubů (VSLTK) zaregistrovanou v červnu 1908. Během roku 1913 byl VSLTK jedním z dvanácti zakládajících členů Mezinárodní tenisové federace. Jejím členem je nepřetržitě, s výjimkou let 1918–1955. Hlavní Národní tenisové centrum Ruska, otevřené roku 2009, bylo pojmenováno po předsedovi mezinárodního olympijského výboru Juanu Antoniu Samaranchovi.
V důsledku ruské invaze na Ukrajinu v závěru února 2022 bylo Ruské tenisové federaci v březnu téhož roku pozastaveno členství v ITF, zrušeny všechny probíhající turnaje na území Ruska a reprezentační týmy vyloučeny z ročníků 2022, 2023 a 2024.

## Historie
Tenis se v carském Rusku začal hrát ve třetí čtvrtině 19. století. Mezi nadšence se zařadili car Mikuláš II. i spisovatel Lev Nikolajevič Tolstoj, který „bílý sport“ popsal v románu Anna Kareninová. Vedle jeho domu v Jasné Poljaně byl postaven kurt. Skupina příznivců z Petrohradu, Moskvy, Charkova a Rigy, vedená spisovatelem a historikem Dmitrijem Solovjevem, vyhlásila 18. srpna 1878 „Manifest o všeobecném rozvoji tenisu v Rusku“. První travnaté dvorce vznikaly v Moskvě a Petrohradu. Petrohradský kriketový klub založený v roce 1860 se v osmdesátých letech devatenáctého století rozrostl i o tenisové kurty. První samostatný oddíl vznikl roku 1888 v Petrohradu pod názvem Lachtinský lawn-tenisový klub.

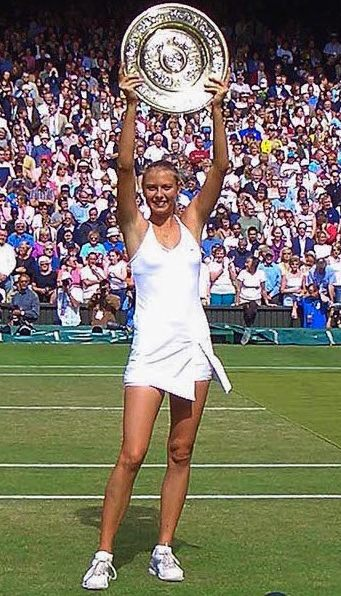
Maria Šarapovová s mísou pro vítězku Wimbledonu 2004. Jako jediný ruský tenista zkompletovala kariérní grandslam ve dvouhře.

U počátku institucionalizace tenisu na ruském území stál petrohradský rodák se skotskými kořeny Artur Davidovič McPherson (1870–1919). V roce 1903 uspořádal první petrohradský turnaj na dvorcích Krestovského lawn-tenisového klubu a o čtyři roky později i první národní šampionát v tenisu za účasti 65 hráčů. Jeho vítězem se stal rusko-britský účastník George Walter Bray. Od sezóny 1912 turnaj získal oficiální mezinárodní charakter, když do něj zasáhli Američané a Evropané. V témže roce měl ruský tenis premiéru na stockholmských Letních olympijských hrách, zastoupen dvěma muži. Do petrohradského rejstříku společností nechal McPherson 3. června 1903 zaregistrovat Všeruskou unii lawn-tenisových klubů (Всероссийский союз лаун-теннис клубов, VSLTK), předchůdkyni Ruské tenisové federace, do níž se na počátku sdružilo osm klubů. Současně působil jako předseda petrohradského svazu veslařů a fotbalistů. Podílel se také na vzniku ruského olympijského výboru. Vydával Ročenku VSLTK (1909–1916) a časopis Lawn Tennis (1912–1914). Po bolševické revoluci v roce 1917 došlo k jeho zatčení. Zemřel na tyfus v moskevské věznici. Při 100. výročí založení svazu začala tenisová federace udělovat na jeho počest Pamětní medaili Artura McPhersona.
VSLTK byl jedním z dvanácti národních svazů, které stály v březnu 1913 u zrodu Mezinárodní tenisové federace. Mezi roky 1918–1955 však Sovětské Rusko a poté Sovětský svaz nebyly jejím členem. V roce 1924 se uskutečnilo debutové mistrovství SSSR v tenise. Singlové trofeje vybojovali T. Suchodolská v Leningradu a G. Stojarov v Moskvě. O pět let později byla zřízena Všesovětská tenisová sekce (Всесоюзная секция тенниса), jakožto řídící orgán tenisového rozvoje v Sovětském svazu. V roce 1936 v Moskvě otevřel tenisovou akademii francouzský mušketýr Henri Cochet.
V roce 1956 vznikla Tenisová federace Sovětského svazu, která se vrátila mezi členy Mezinárodní tenisové federace. Podle sportovní novinářky Anny Dmitrijevové za obnovení sovětského členství loboval Brit Fred Perry. Roku 1962 započala profesionální výchova trenérů a o dva roky později juniorský národní tým poprvé vyhrál Galeův pohár. V Davis Cupu 1967 se pak sovětská reprezentace premiérově probojovala do zonálního finále, v němž nestačila na Španělsko. Mistrovství Evropy amatérů v soutěži družstev sovětští tenisté poprvé ovládli v roce 1969. První dvě finále na grandslamu si zahráli Alex Metreveli s Olgou Morozovovou ve smíšené čtyřhře Wimbledonu 1968 a 1970. Metreveli pak odešel poražen z wimbledonského finále 1973 a Morozovová v roce 1974. Právě ona se stala nejúspěšnějším tenistou celé sovětské éry a získala i první sovětský grandslam, když s Evertovou ovládla čtyřhru na French Open 1974.

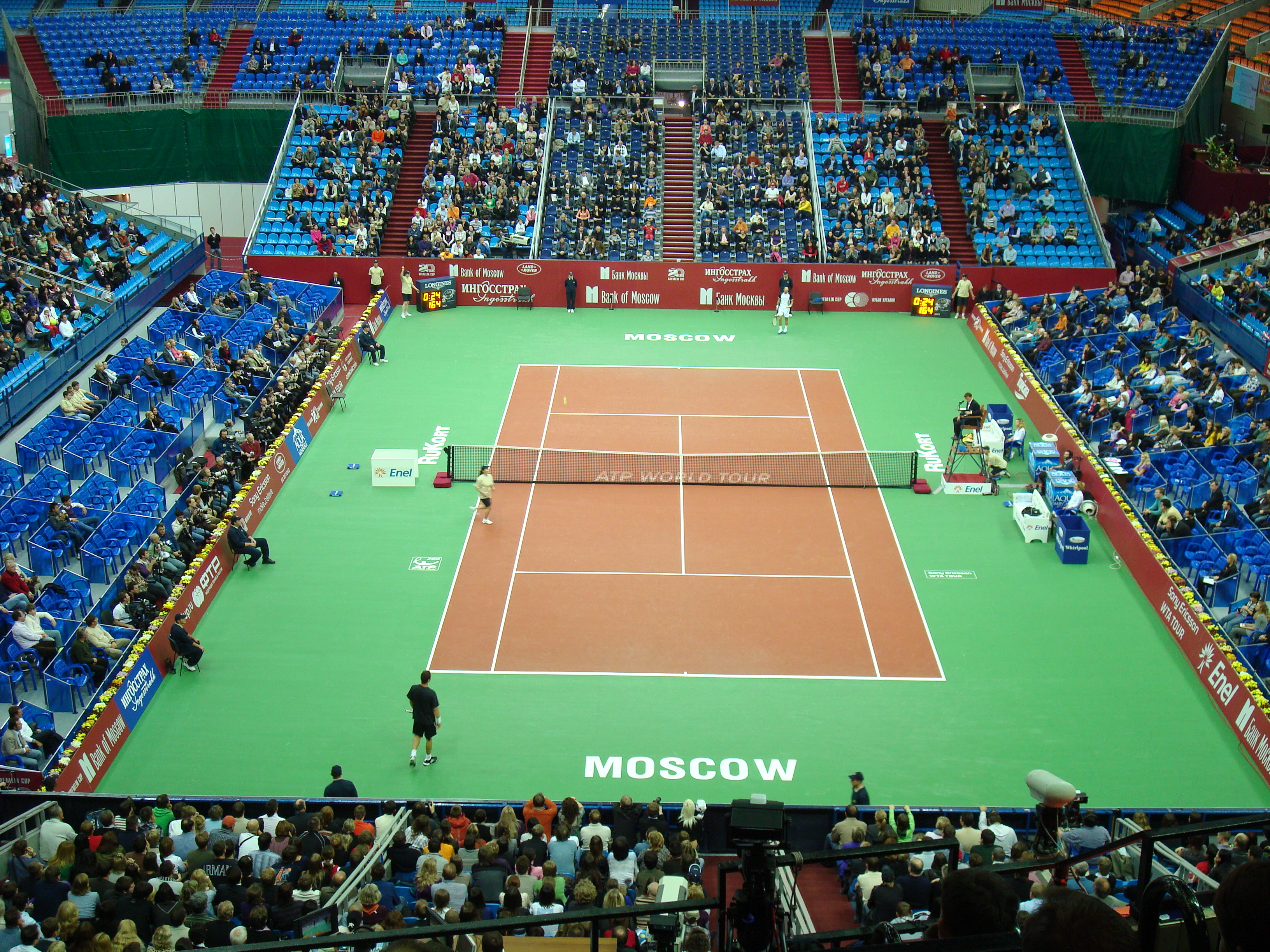
Moskevský Kremlin Cup se stal v roce 1990 prvním sovětským profesionálním turnajem

V roce 1956 Sověti obnovili pořádání mezinárodních turnajů a tenisté se mohli začít prosazovat i mimo rodný stát. V sovětské éře byl tenis podfinancovaný, na okraji zájmu, když nepatřil do rodiny olympijských sportů a byl spojován s minulostí carské dynastie Romanovců. Situace se zlepšila po roce 1988, kdy se v Soulu vrátil mezi olympijské sporty, a to především díky podpoře předsedy mezinárodního olympijského výboru Juana Antonia Samaranche a šéfa ITF Philippa Chatriera. V květnu 1987 Andrej Česnokov triumfoval na florentském Torneo Internazionali Citta di Firenze, čímž se stal prvním sovětským šampionem profesionálního turnaje, konkrétně na okruhu Grand Prix. První profesionální událostí na území Sovětského svazu byl moskevský Kremlin Cup, založený roku 1990. Jeho iniciátorem se stal švýcarský promotér íránského původu Sasson Khakshouri. Triumfem na French Open 1996 se Jevgenij Kafelnikov stal prvním Rusem, jenž ovládl grandslamovou dvouhru. Na daném pařížském majoru zvítězil i ve čtyřhře. V květnu 1999 pak vystoupal jako první zástupce ruského tenisu do čela světového žebříčku dvouhry. Primát první ruské šampionky singlového grandslamu připadl Anastasiji Myskinové na Roland Garros 2004. O měsíc později vyhrála Wimbledon 2004 sedmnáctiletá Maria Šarapovová, která se v srpnu 2005 stala první ženskou světovou jedničkou z Ruska. Rovněž jako jediný ruský tenista dokázala získat kariérní grandslam ve dvouhře.
Po vyloučení Ruska z velkých sportovních akcí v důsledku aféry státem řízeného dopingu hrály v roce 2021 ruské reprezentace pod neutrálním statusem, oficiálně pod hlavičkou Ruské tenisové federace bez užití ruské vlajky, hymny a názvu Ruská federace. Původně čtyřletý zákaz vydala Světová antidopingová agentura. Po odvolání Ruska zkrátila Mezinárodní sportovní arbitráž tento zákaz v prosinci 2020 na dva roky. Přesto mužský i ženský výběr vyhrály Davis Cup 2021 a Billie Jean King Cup 2021, čímž se Rusko po Spojených státech, Austrálii a Česku stalo čtvrtou zemí v historii, která ovládla obě týmové soutěže v jediném kalendářním roce.
V důsledku ruské invaze na Ukrajinu v závěru února 2022 řídící organizace tenisu ATP, WTA a ITF s grandslamy Australian Open, French Open, Wimbledonem a US Open rozhodly 1. března téhož roku o zastavení členství ruské a běloruské tenisové federace v ITF. Ruští a běloruští tenisté mohli dále na okruzích startovat, ale do odvolání pouze pod neutrálním statusem, nikoli pod vlajkou Ruska a Běloruska. Všechny turnaje na území Ruska byly v letech 2022, 2023 a 2024 zrušeny. Po vyloučení z ročníku 2022 byla ruským týmům znemožněna obhajoba titulů v Davis Cupu i Billie Jean King Cupu. Zákaz startu trval i v ročnících 2023 a 2024.

## Vývoj názvu a předsedové federace

### Všeruská unie lawn-tenisových klubů
- Artur Davidovič McPherson (červen 1908 – 1917)[2]

### Všesovětská tenisová sekce (1929–1959)
- Vasilij Mancev
- Georgij Bobrov
- Viktor Bogolepov
- Boris Sergejev (1951–1955)[17]

### Tenisová federace Sovětského svazu

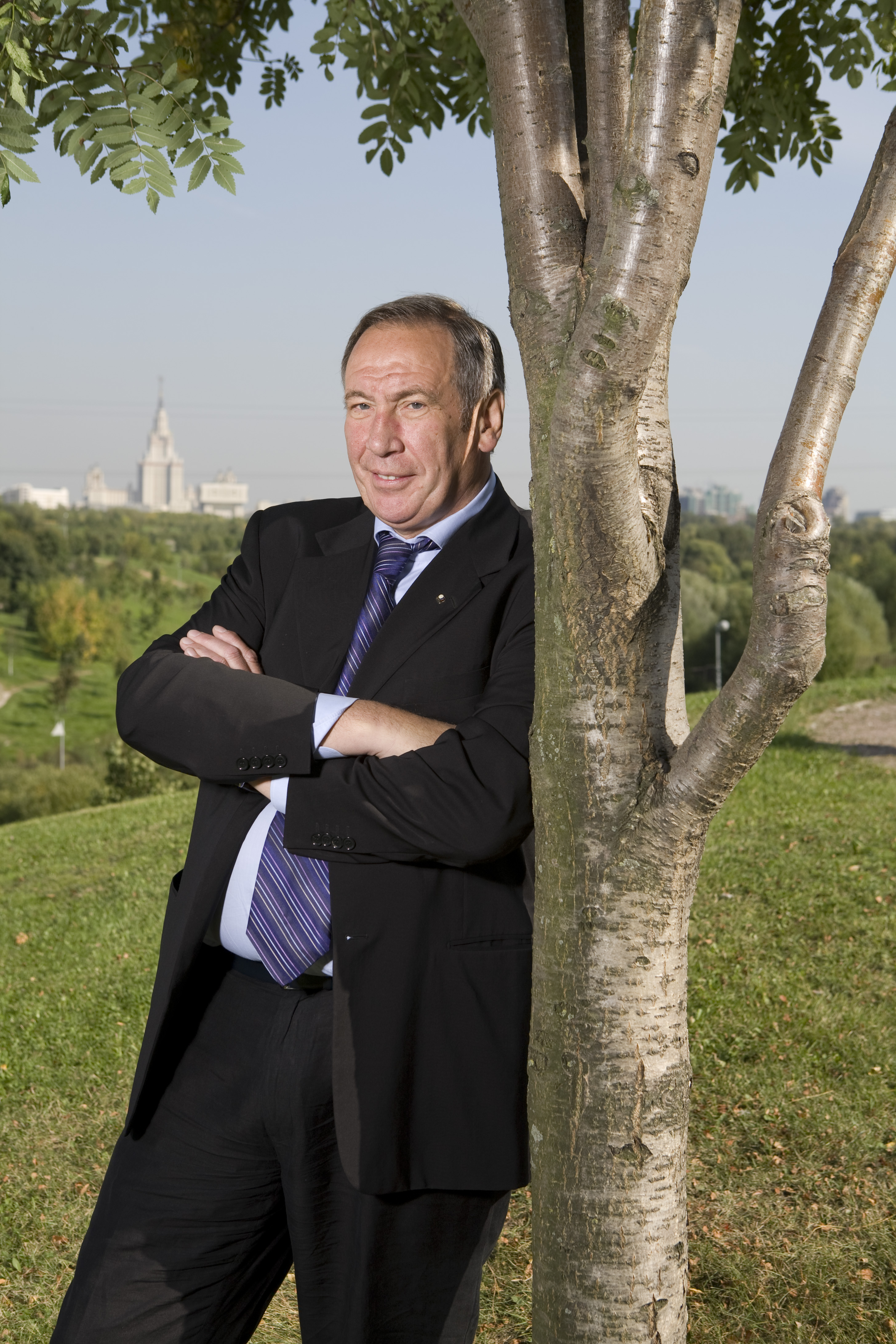
Šamil Tarpiščev, předseda FTR, člen MOV, kapitán ruského daviscupového a bývalý kapitán fedcupového družstva

- Iliodor Kuljev (srpen 1959 – 1961, 1965–1980)
- Dmitrij Gosudarev (1961–1965)
- Boris Volynov (1980–1985)
- Igor Volk (1985–1991)
- Šamil Tarpiščev (1991–1992)[17]

#### Tenisová federace RSFSR
(subjekt Tenisové federace Sovětského svazu)
- Georgij Malinin (1959–1968)
- Sergej Ostrovoj (1969–1988)[18]

### Všeruský tenisový svaz
(od roku 1990 nástupce Tenisové federace RSFSR, od roku 1993 nástupce Tenisové federace SSSR)
- Nikita Michalkov (duben 1989 – 1995)
- Jaroslav Kalagurskij (1995–1999)
- Šamil Tarpiščev (1999–2001)

### Ruská tenisová federace
- Šamil Tarpiščev (od ledna 2002)[19]